# Georg Eimbke
Georg Eimbke (* 17. Dezember 1771 in Hamburg; † 20. April 1843 in Hamburg-Eppendorf) war ein deutscher Mediziner, Physiker und Apotheker.

## Leben und Wirken
Georg Eimbke war ein Sohn des Hamburger Kaufmanns Georg Heinrich Eimbke (* 29. April 1724 in Lüneburg; † 8. Februar 1778 in Hamburg) und dessen zweiter Ehefrau Maria Elisabeth Boetefeur (* 10. Juli 1736 in Hamburg; † 24. März 1812), die am 19. Oktober 1762 geheiratet hatten. Der Großvater mütterlicherseits war der Oberalte von St. Nikolai, Philip Boetefeur, der mit Maria Elisabeth Behrmann verheiratet gewesen war.
Eimbke besuchte die Gelehrtenschule des Johanneums und das Akademische Gymnasium und studierte ab 1791 Medizin in Halle. Während des Studiums vernachlässigte er das Hauptfach und beschäftigte sich bevorzugt mit seinerzeit betrachteten physikalischen und chemischen Fragestellungen aus den Bereichen der Phlogistontheorie und den Imponderabilien. Dabei besuchte er Vorlesungen Friedrich Albrecht Carl Grens. Er stellte seine eigenen Erkenntnisse 1793 in den Schriften Versuche über den Wärmestoff und Versuch einer systematischen Nomenklatur für die phlogistische und antiphlogistische Chemie dar.
1793 wechselte Eimbke an die Universität Kiel, wo er im Folgejahr an der philologischen Fakultät promovierte. Er habilitierte sich für Chemie und Physik. In seiner Dissertation beschäftigte er sich mit der chemischen Analyse von Mineralquellen bei Oldesloe. Anschließend unterrichtete er äußerst erfolgreich als Privatdozent der Kieler Universität Chemie und Experimentalphysik. Da er sich im Bereich der Medizin größere Hoffnungen auf einen Lehrstuhl machte, schrieb er sich 1794 an der medizinischen Fakultät zur Promotion ein. Die Fakultät ernannte ihn am 23. Januar 1795 zum Adjunkt.
Eimbke unterrichtete ab 1795 fast nur zu physikalischen und chemischen Themenbereichen. Es gelang ihm, Fragestellungen des Wärmestoffes und den systematischen Aufbau der chemischen Elemente in Vorlesungen zu behandeln und mit Studenten Experimente vorzunehmen. Zentrale Fragen der seinerzeit aktuellen Entwicklungen in der Physik fanden so erstmals Eingang in die Lehrpläne der Universität. Auf Experimenten basierend veröffentlichte Eimbke 1794 die Arbeit Über das Leuchten des Phosphors im Stickgas.
Eimbke beschaffte mit eigenem Geld Geräte, mit denen er eine physikalische Sammlung schaffen wollte. Die Universität half ihm dabei nicht, sodass er finanzielle Probleme bekam. Er bemühte sich erfolglos um einen Lehrstuhl an der medizinischen Fakultät und wechselte 1797 als Oberinspektor der nun Königlich Dänischen Saline (Travensalze) nach Oldesloe. Dies war der einzige Kontakt, den er dorthin hatte. Während dieser Zeit schrieb er nur eine Veröffentlichung über die Umwandlung organischer zu anorganischen Stoffen während der Verwesung.
1806 bat Eimbke darum, Oldesloe verlassen zu dürfen. Er ging nach Hamburg, wo er sich von 1806 bis 1839 als niedergelassener Apotheker seiner physikalischen Sammlung widmete. Seine Apotheke befand sich am Neuen Wall und wurde die größte Apotheke Hamburgs. 1813 entwarf er mehrere medizinische Apparate. 1821 stellte er eine von ihm erfundene Spirituslampe und eine Druckpumpe vor. Darüber hinaus beschäftigte er sich mit der Botanik und Kräuterheilkunde. In diesen Bereichen galt er in Hamburg als renommierter Fachmann.
Eimbke gestaltete maßgeblich den Abschnitt Von den Apothekern der Hamburger Medizinalordnung von 1818 mit, nach der sich Apotheker nicht mehr frei niederlassen durften. Die Verordnung sah erstmals eine Prüfung der Behörden vor, ob neue Apotheken notwendig seien und erlaubte, existierende Winkelapotheken aufzulösen. Gleichzeitig schrieb sie regelmäßige Visitationen der Apotheken vor und schrieb staatliche Prüfungen und Vereidigungen von Apothekern vor. Außerdem schrieb Eimbke mit den Apparatus medicaminum ein Hamburger Arzneibuch, das die Behörden zwar nicht offiziell einführten, aber anerkannten und den Apothekern empfahlen. 1820 schrieb er die erste Hamburger Arzneitaxe.
Von 1818 bis 1832 hatte er als pharmazeutisches Mitglied einen Sitz im Gesundheitsrat der Stadt. Ab 1824 leitete er als Gründungsdirektor die Pharmazeutische Lehranstalt des Gesundheitsraths in Hamburg, die bis 1935 bestand.
Eimbke wollte eine Übersicht über die Heilkräuter bekommen, die in Altona existieren und diese systematisch gliedern. Daher erstellte er ein Verzeichnis von Heilkräutern, das 1822 herauskam.

## Familie
Am 8. Oktober 1794 heiratete Eimbke Marie Henriette Emilie de Chaufepié (* 18. Oktober 1774 in Hamburg; † 1795). Sie war eine Tochter des Arztes Pierre Samuel de Chaufepié und Schwester des Hamburger Arztes Johann Heinrich de Chaufepié. In zweiter Ehe heiratete er am 26. Januar 1797 in Hamburg Friederike Henriette de Chaufepié (* 19. November 1778 in Hamburg; † 18. Dezember 1869). Sie war die Schwester seiner ersten Ehefrau.
Beide Ehen blieben kinderlos.